# Albert Blattmann
Albert Blattmann   (Zúric, 8 de setembre de 1904 - Berna, 19 de maig de 1967) va ser un ciclista suís que va córrer durant la dècada de 1920. En el seu palmarès destaca el Campionat de Zuric de 1926 i Campionat nacional en ruta de 1928. El 1924 va prendre part en els Jocs Olímpics de París, on disputà dues proves del programa de ciclisme.

## Palmarès
- 1924
  -  Campió de Suïssa de ciclocròs
- 1926
  - 1r al Campionat de Zuric
  - 1r al Tour del Nord-oest de Suïssa
- 1927
  - 1r al Tour de Leipzig
- 1928
  -  Campionat de Suïssa en ruta